# Sadajirō Yamanaka
Yamanaka Sadajirō (山中定次郎) (20 août 1866 - 30 octobre 1936) est un marchand d'art d'Osaka, au Japon, arrivé aux États-Unis en 1894. Il ouvre alors un petit magasin d'antiquités à Chelsea, New York City, un autre à Boston (1899), puis à Londres (1900); il devient également agent à Paris (1905). Il fonde ensuite Yamanaka & Company, qui, en 1917, reprend un immeuble de cinq étages sur la Cinquième Avenue à Manhattan.
Yamanaka exploite des succursales à Boston, Chicago, Londres, Paris, Shanghai et Pékin, négocie des achats et fournit des expertises, tout en faisant des dons importants aux collections japonaises et chinoises dans les grands musées européens et américains au début et au milieu du XXe siècle.

## Postérité
Après la mort de Yamanaka, Yamanaka & Company continue à opérer sous la direction de ses héritiers, ainsi que de celle du marchand d'art Harumichi Yatsuhashi (1886-1982), directeur de la succursale de Boston, mais la société voit ses importants stocks de New York, Chicago et Boston confisqués et vendus aux enchères par l'"Office of Alien Property Custodian" du gouvernement américain en 1944. Yamanaka & Company rouvre ses portes après la Seconde Guerre mondiale et continue à opérer à capacité réduite dans les années 1950 et 1960.